# 열린 사회와 그 적들 (소설)
《열린 사회와 그 적들》은 김소진이 1993년에 발간한 첫 소설집이다. 작가가 죽은 뒤에 나온 전집의 두 번째 권이기도 하다. 제목은 칼 포퍼가 지은 같은 이름의 책에서 빌려왔다. 

## 실린 작품들
제목은 전집판을 따르되 제목상의 오류로 보이는 부분은 고쳤다.
- 쥐잡기
- 키작은 쑥부쟁이
- 수습 일기
- 열린 사회와 그 적들
- 적리
- 춘하 돌아오다
- 그리운 동방
- 사랑니 앓기
- 용두각을 찾아서
- 처용단장 .
- 임존성 가는 길
- 가을옷를 위한 랩소디
- 고아떤 뺑덕어멈
- 지하생활자들
- 혁명기념일
- 파애
- 개흘레꾼
- 쌍가매